# 105
105 ou 105 d.C. foi um ano comum do século II que começou e terminou na quarta-feira, de acordo com o Calendário Juliano. A sua letra dominical foi E.
| Ano completo                        |
| ----------------------------------- |
| Ano comum com início à quarta-feira |

## Eventos
- Invenção do papel, por Cai Lun.
- A cidade Egitânia aparece como município.

## Mortes
- Papa Evaristo, 5º papa.[1]